# Zele granulosus
Zele granulosus är en stekelart som beskrevs av Sharma 1985. Zele granulosus ingår i släktet Zele och familjen bracksteklar. Inga underarter finns listade i Catalogue of Life.